# Ceva Logistics
CEVA Logistics ist ein internationaler Logistikdienstleister mit Firmensitz in Baar.

## Geschichte
Das Unternehmen entstand im Jahre 2006 aus dem Zusammenschluss des Kontraktlogistikgeschäfts von TNT Express und des Frachtmanagements der Eagle Global Logistics. Die Firma hat Niederlassungen in 160 Ländern. Zum Umsatz trugen 2017 Europa, Naher Osten und Afrika mit 40 %, Asien-Pazifik 27 % und Amerika mit 33 % bei. Im Jahr 2018 wurden Firmensitz und Geschäftsführung von Hoofddorp bei Amsterdam nach Baar ZG in der Schweiz verlegt. 
Am 4. Mai 2018 wurde das Unternehmen an der SIX Swiss Exchange kotiert. Ein Jahr später – im April 2019 – übernahm der französische Reedereikonzern CMA CGM die absolute Mehrheit an Ceva. Nach der Übernahme von GEFCO durch CMA CGM im April 2022, wurde dieses Unternehmen in Ceva Logistics integriert.